# Dicranomyia (Dicranomyia) tyrranica
Dicranomyia (Dicranomyia) tyrranica is een tweevleugelige uit de familie steltmuggen (Limoniidae). De soort komt voor in het Oriëntaals gebied.